# Justice League (film fra 2017)
Justice League er en amerikansk superheltefilm baseret på DC Comics superhelte-team af samme navn, distribueret af Warner Bros. Pictures. Filmen bliver den femte i DC's filmisk udvidede univers. Filmen instrueres af Joss Whedon med et manuskript af Chris Terrio og indeholder et ensemble cast, der inkluderer Ben Affleck, Henry Cavill, Gal Gadot, Ezra Miller, Jason Momoa, Ray Fisher, Amy Adams, Jeremy Irons, J. K. Simmons, Amber Heard, Willem Dafoe og Jesse Eisenberg. Filmoptagelserne gik i gang den 11. april 2016.
Filmen er planlagt til at få premiere i de danske biografer den 16. november 2017.

## Synopsis
Efter hændelserne i Batman v Superman: Dawn of Justice samler Bruce Wayne og Diana Prince et hold af meta humans til at tage kampen op imod den katastrofale trussel fra Steppenwolf og hans hær af Parademons, der er på jagt efter tre Mother Boxes skjult på jorden.

## Medvirkende
- Ben Affleck som Bruce Wayne / Batman:

En milliardær, playboy og ejer af Wayne Enterprises der dedikere sig selv til at beskytte Gotham fra den kriminelle underverden, som en hårdt trænet, maskeret selvtægtsudøver, og er den der tager initiativet til at rekruttere metahumans for at beskytte planeten efter hændelserne i Batman v Superman: Dawn of Justice.
- Henry Cavill som Clark Kent / Superman:

En Kryptansk overlevende og journalist for The Daily Planet med overmenneskelige evner, der blev dræbt i kampen mod Doomsday monstret, hvis skabelse blev igangsat af Lex Luthor, hvilket fik Batman og Wonder Woman til at skabe Justice League.
- Gal Gadot som Diana Prince / Wonder Woman:

En 5000 år gammel Amazone krigerprinsesse og datter af Zeus, og er det første metahuman Batman når ud til i sit initiativ om at skabe Justice League.
- Ezra Miller som Barry Allen / The Flash:

En Central City politi retsmedicinsk efterforsker, der kan bevære sig med overmenneskelig hastighed, og vibrere på et molekylært niveau.
- Jason Momoa som Arthur Curry / Aquaman:

Kongen af undervandsnationen Atlantis, der har evner der stammer fra og er forbundet med havet.
- Ray Fisher som Victor Stone / Cyborg:

En tidligere college atlet, der efter at være teknologisk genskab med hjælp fra en motherbox efter en nærdøds ulykke, har fået evner til at manipulere teknologi og teleportere.
- Amy Adams som Lois Lane:

En journalist for The Daily Planet og Clark Kents kæreste.
- Jeremy Irons som Alfred Pennyworth:

Bruce Waynes butler, chief for sikkerhed og betroet væbner. 
- J. K. Simmons som James Gordon:

Kommissæren af Gotham City Police Departments og en af Batmans allierede.
- Amber Heard som Mera:

Dronningen af undervandsnationen Atlantis, og Aquamans partner.
- Jesse Eisenberg som Lex Luthor:

En sofistikeret ung forretningsmand og arvelig CEO af LexCorp der blev indespæret i slutningen af Batman v Superman for massemordet i den amerikanske Capitol Building
- Willem Dafoe som Nuidis Vulko:

En atlantisk politiker, og Aquamans vejleder igennem længere tid. 